# Andrea Kdolsky

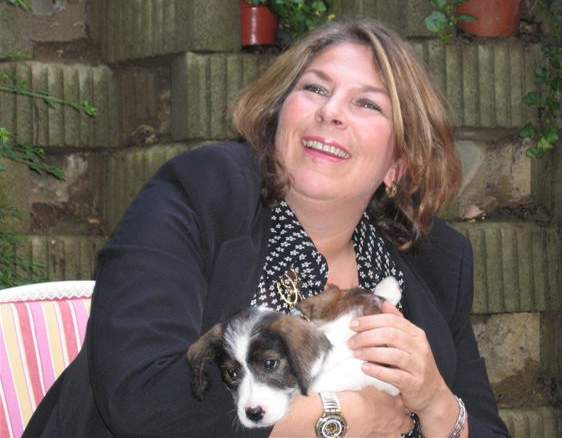
Andrea Kdolsky am 10. Mai 2007 als Proponentin für „Impfen für Afrika“

Andrea Kdolsky (* 2. November 1962 in Wien als Andrea Pelucha) ist eine österreichische Fachärztin und Politikerin (parteilos, vormals ÖVP). Von 11. Jänner 2007 bis 2. Dezember 2008 war sie Gesundheits- und Familienministerin.

## Ausbildung und Beruf
Andrea Pelucha besuchte von 1969 bis 1973 die Volksschule in Wien. Nach dem neusprachlichen Realgymnasium St. Ursula in Wien-Mauer, einem katholischen Gymnasium (1973–1980) legte sie 1983 die Matura vor der Externistenreifeprüfungskommission in Wien ab. Anschließend arbeitete sie als Trainee im Produkt Management bei Henkel Austria und begann nebenbei Recht und Wirtschaft zu studieren. Erst 1986 begann Kdolsky mit ihrem Medizinstudium an der Universität Wien, das sie 1993 abschloss. Sie wurde 1993 an der Universität Wien zur Doktorin der Medizin promoviert. Bevor sie die Ausbildung zum Allgemeinmediziner in Eggenburg 1994 antrat, war sie Mitarbeiterin in einem medizinischen Labor. Von 1994 bis 1995 absolvierte sie einen Teil der medizinischen Grundausbildung (Turnus) und wechselte 1996 an die Universitätsklinik für Anästhesie, wo sie 2001 ihre Ausbildung zum Facharzt abschloss.
Kdolsky war von 2001 bis 2004 Fachärztin für Anästhesie am Allgemeinen Krankenhaus der Stadt Wien (AKH). In dieser Zeit absolvierte sie an der Wirtschaftsuniversität Wien einen Lehrgang für Krankenhausmanagement und Ökonomie.
Zwischen 2004 und 2005 wurde sie als stellvertretende Geschäftsführerin im Bundesinstitut für internationalen Bildungs- und Technologietransfer (BIB), das später in Austrian Technologies umbenannt wurde, bestellt. Das BIB, bzw. Austrian Technologies ist ein privatrechtlich organisierter Verein, der von verschiedenen Ministerien eine jährliche finanzielle Förderung erhält. Die Förderverträge gehen mit dem Vereinszweck einher und umfassen unter anderem die Unterstützung der Ministerien in der Vorbereitung von Auslandsreisen. Andererseits wird von einigen Experten behauptet, dass Austrian Technologies auch internationale Kontakte für heimische Rüstungsbetriebe herstellt.
2005 wechselte Kdolsky als Regionalmanagerin in die niederösterreichische Landeskliniken-Holding, wurde jedoch sehr bald zur medizinischen Geschäftsführerin bestellt und blieb bis zu ihrer Berufung als Ministerin in dieser Funktion.

## Politik
Bereits während des Studiums begann Kdolsky (damals noch Eisenmenger-Pelucha) sich politisch in der Österreichischen Medizinerunion (ÖMU), einer Hochschulfraktion, zu betätigen und war auch deren Vorsitzende. Über die ÖMU, die bis zu ihrem Abgang von der medizinischen Fakultät die stärkste Fraktion bildete, war sie in der Fakultätsvertretung Medizin vertreten.
Während ihrer Zeit am AKH Wien war Kdolsky Vorsitzende der Hochschullehrer-Gewerkschaft. In dieser Funktion fiel sie insbesondere dadurch auf, dass sie heftig gegen die damalige Regierung und die Reformbestrebungen der damaligen Wissenschaftsministerin Elisabeth Gehrer (ÖVP) auftrat.
Am 11. Jänner 2007 wurde sie Gesundheits- und Familienministerin im Kabinett Gusenbauer.
Andrea Kdolsky sorgte bald nach ihrem Amtsantritt als Gesundheits- und Familienministerin für Aufsehen. Sie wurde in den Medien aufgrund einer falsch interpretierten Aussage mehrmals als „leidenschaftliche Schweinsbraten-Esserin“ dargestellt. Kdolsky rauchte bis zu ihrem Amtsantritt als Ministerin. Beim Life Ball trat sie als Model auf.
Sie wurde wegen Besuchen in Schulen im Rahmen ihrer Kampagne für Safer Sex kritisiert, bei der sie im Beisein von Medienvertretern Kondome an Schüler verteilen ließ. Ihr Ministerium dementierte daraufhin, dass es sich um eine parteipolitische Veranstaltung gehandelt habe.
Die von ihr vorbereitete Gesundheitsreform führte in der ersten Hälfte 2008 zu heftigen innenpolitischen Kontroversen und war ein wesentlicher Mitgrund, warum schließlich die Regierung zerbrach. Die Reform war damit ebenfalls gescheitert.
Sie ist Gründungsmitglied der katholischen Studentenverbindung Merkenstein Wien im Europäischen Kartellverband.
Am 21. August 2008 kündigte sie an, nach der Nationalratswahl 2008 nicht mehr als Ministerin zur Verfügung zu stehen.
Sie sprach sich 2008 für ein Weiterbestehen von Raucherlokalen aus.
Kdolsky ist Mitglied im Vorstand der Union Europäischer Föderalisten.
Am 17. März 2023 trat sie, als Reaktion auf das am selben Tag getroffene Koalitionsabkommen zwischen der ÖVP und der FPÖ in Niederösterreich nach der dortigen Landtagswahl, aus der ÖVP aus.
Im November 2024 wurde bekannt, dass Kdolsky im Zuge der laufenden Koalitionsverhandlungen für die NEOS das Paket Gesundheit und Pflege verhandeln werde. Bei der Gemeinderatswahl im Jänner 2025 tritt sie in ihrer Wohnsitzgemeinde Purkersdorf für NEOS auf Listenplatz fünf an.

## Privates
Andrea Kdolsky ist zweimal geschieden. In erster Ehe war sie mit Michael Eisenmenger, einem Spross einer alten Wiener Arztfamilie, die unter anderem durch Victor Eisenmenger bekannt ist, verheiratet.
In zweiter Ehe war Kdolsky mit Richard Kdolsky verheiratet, der ein langjähriger Gefährte in der Bundessektion Hochschullehrer der Gewerkschaft öffentlicher Dienst war. Richard Kdolsky, der sich Mitte 2007 habilitierte, folgte nach dem Abgang seiner damaligen Frau als Vorsitzender der Hochschullehrer-Gewerkschaft.
Kurz nach ihrem Wechsel (Anfang 2007) in die Bundespolitik ließ sich Kdolsky erneut scheiden, um mit Philipp Ita, dem ehemaligen Kabinettchef der damaligen Innenministerin Liese Prokop und nunmehrigen ÖBB-Manager, zusammen zu leben.

## Publikationen
- als Herausgeberin; mit Toni Mörwald: Schweinsbraten & Co. Die besten Rezepte vom Schwein. Kochbuch. Holzhausen, Wien 2007, ISBN 978-3-85493-151-5
- Hauptsache gesund. Die unheilbaren Krankheiten des österreichischen Gesundheitswesens. Goldegg Verlag, Wien 2012, ISBN 978-3-902729-71-2